# Пидмонт (Калифорнија)
Пидмонт (енгл. Piedmont) град је у америчкој савезној држави Калифорнија. По попису становништва из 2010. у њему је живело 10.667 становника.

## Демографија
Према попису становништва из 2010. у граду је живело 10.667 становника, што је 285 (2,6%) становника мање него 2000. године.
| Група             | 2000.         | 2010.         |
| Белци             | 8.408 (76,8%) | 7.632 (71,5%) |
| Афроамериканци    | 136 (1,2%)    | 144 (1,3%)    |
| Азијати           | 1.754 (16,0%) | 1.939 (18,2%) |
| Хиспаноамериканци | 325 (3,0%)    | 421 (3,9%)    |
| Укупно            | 10.952        | 10.667        |